# Ajmonia psittacea
Ajmonia psittacea là một loài nhện trong họ Dictynidae.
Loài này thuộc chi Ajmonia. Ajmonia psittacea được Ehrenfried Schenkel-Haas miêu tả năm 1936.